# ルーピー
ルーピー（Loopy）は、1995年10月にカシオ計算機が日本で発売した女児向けの家庭用ゲーム機である。
正式名称はマイシールコンピューター ルーピー （My Seal Computer Loopy）。ソフトの広告チラシやマジカルショップの外箱ではマイシールコンピュータ、本体外箱ではマイシールコンピューターとされるなど、カナ表記にはぶれがある。
発売当時のメーカー希望小売価格は25,000円。なお、日本国外では未発売。

## 概要
1990年代初頭に流行した子供向けの電子手帳やパソコン・ワープロなどの電子玩具に、従来から存在した女児向けメイキングホビー玩具の要素を取り入れたテレビゲーム機である。カシオの持つ電子計算機とラベルプリンターの技術を遊びに昇華させ、コンピュータゲームとシール作成の融合を特徴とした。本体パッケージには「ゲームが楽しい! シールがうれしい! 」「32ビット RISC CPU搭載」などのキャッチコピーが記載されている。ルーピー本体や初期に発売された各ソフトの説明書では本体をSV-100と型名表記し、ルーピーの名は明記されていない。
ルーピー本体だけでは動作せず、ファミコンなどと同じくロムカセットにて供給される専用ソフトウェアを本体に接続し、テレビ受像機へ表示された画像を見ながら使用する。専用ソフトにはシール作成ソフトだけでなくアドベンチャーゲームやシミュレーションゲームも用意された。いずれも表現手法は一世代前のスーパーファミコン程度であり、リアルタイム3DCGを採用したソフトはない。プレイヤーは専用コントローラまたはマウスを用いテレビ画面上でシールデータを作成し、シールは本体に内蔵されたプリンターとシールカートリッジにより印刷・出力される。
本体と専用ソフトは単品販売されたほか、後に本体とソフト2本・シールカートリッジ3個を同梱した「ルーピーセットA」「ルーピーセットB」も供給された。発売翌年には初期のソフト2本が「発売1周年記念 ルーピーソフト特別セット」と書かれた紙テープで帯止めされ廉価販売された。
対象層は小学生程度の女児とした。機器のロゴマークはハートを左右に2つ重ねたデザインとし、製品の箱には白を基調に色とりどりのハートが配置された。専用ソフトは少女または動物などのキャラクターを主人公とし、動物や花・菓子などの食べ物をあしらったシールの作成機能が用意され、ファッションや占いなどの要素を取り入れた。広告には当時10代の榎本加奈子を起用し、対象層にアピールした。しかし同世代のSCEのプレイステーションやセガ・エンタープライゼスのセガサターン、そして翌年任天堂が発売した64ビットRISCCPU搭載のゲーム機NINTENDO 64が市場を独占する中、ルーピーはゲーム機としても認知されず、市場から淘汰された。

## ソフトウェア
専用ソフトはシール作成に特化したソフトと、ゲームに特化したソフトに二分できる。ただし発売元のカシオによる明確な区分はされておらず、箱などへのジャンル表記はされていない。
タイトル下の情報は著作権に表記された年/メーカー型番/税抜メーカー希望小売価格の順で示した。

### 同時発売ソフト
これらはルーピー本体とともに発売されたローンチタイトルで、ルーピー本体セットの外箱に画面画像と紹介文が掲載された。
あにめらんど
1995年/XK-401/6,000円
イラストシール作成ソフト。花の精フロルの案内のもと、アニメ絵風のキャラクター・食べ物や動物などのイラストシールをモンタージュの要領で作成する。シーラー同梱。ルーピーセットA・Bに同梱された。
ドリームチェンジ 小金ちゃんのファッションパーティー
1995年/XK-403/7,000円
ファッションモデルを目指す少女を主人公としたシミュレーションゲーム。小金井太慈（こがねい たいじ）・通称コキンちゃん率いるモデルスクールへ入学した主人公の少女が、ファッションに関する知識を蓄えながら一流モデルへのステップアップを目指す。服を着せ替えする場面ではシールの印刷も可能。開発はアルファ・システム。ルーピーセットAに同梱された。
わんわん愛情物語
1995年/XK-501/7,000円
主人公の女の子「もも」とペットの子犬「バク」が、野菜や果物の悪者が支配するももの幼少期における記憶を具現化した異世界「ももランド」で繰り広げる冒険を描いたアドベンチャーゲーム。とはいっても他のテキストアドベンチャーゲームで主流の選択肢は無く、その先に進める手段はミニゲームのプレイやクイズを解くかの程度に留まる。ストーリー性が強いこともあり、最後の全主役キャラクターが集合した記念写真のみ印刷が可能で、クレジットタイトルの後にそれの選択肢が出てくる。
脚本は寺田憲史、開発はアルファ・システム。ルーピーセットBに同梱された。
似顔絵アーティスト
1995年/XK-404/7,000円
似顔絵シール作成ソフト。老若男女に対応したパーツと落書き機能により、あにめらんどよりも幅広い表情の似顔絵シールが作成できる。似顔絵漫画家の清つねお監修。シーラー同梱。
HARIHARIシールパラダイス
1995年/XK-402/6,000円
シール作成ソフト。動物などのイラストやメッセージ、背景を自由に配置して名前シールやイラストシールを作成する。5種類のフォント搭載を特徴とした。シーラー同梱。
ビデオシールワープロ マジカルショップ
1995年/XK-700/14,800円
ビデオキャプチャ機能を内蔵したシール作成ソフトで、このソフトを使った時のみルーピーにビデオプリンターとしての機能を有し、周辺機器としての性格も持つ。背面にコンポジットビデオ、ステレオ音声入力端子を備え、ビデオデッキなどの映像機器から画像を取り込むことができる。上部にはカセット差込口が用意されており、対応ソフトと組み合わせての使用も可能。 開発はアーマット。

### それ以降に発売されたソフト
パソコン・コレクション
1996年/XK-502
キャッチコピーは「ルーピーがパソコンに大変身」。ワープロ、お絵かき、ミュージックコンポーザー、星占いなど全10個のアプリケーションを収録したミニゲーム集。星占いは結城モイラ監修。シーラー同梱。マウス対応。マウス同梱版も発売。
リトルロマンス
1996年/XK-503
少女漫画作成ソフト。自分で描いた絵やあらかじめ用意されたキャラクター、背景に書き文字とセリフ、BGMを付けて簡単にデジタルコミックが作成できる。作成したコマの印刷も可能。キャラクターデザインは森永あい。マウス対応。
ルピトンのワンダーパレット
1996年/XK-701
天使の子どもルピトンとその仲間たちをキャラクターに据えたお絵かきソフト。素材にはルピトンたちのイラストや塗り絵の他、風景や動物などの写真も収録。シーラー同梱。マウス、マジカルショップに対応。マウス同梱版も発売。開発はアクシズアートアミューズ。
ルーピータウンのおへやがほしい!
1996年/XK-504
部屋作りをテーマにしたシミュレーションゲーム。プレイヤーはルーピータウンのお店でアルバイトをして家具や雑貨を買い揃え、自分好みの部屋を作っていく。寺田憲史監修。マウス対応。
チャクラくんのおまじないパラダイス
1997年/XK-405
小学館の学年別学習雑誌に連載されたじょうさゆり作の漫画『おまじないネコ♥チャクラくん』を原作とした占いゲーム。本機としては最初で最後の外部版権を起用したキャラクターゲーム。占いの結果やキャラクターのイラストがシールとして出力される。監修はキャラクター原作者の橘めぐみ。マウス対応。開発はアーマット。

## 周辺機器

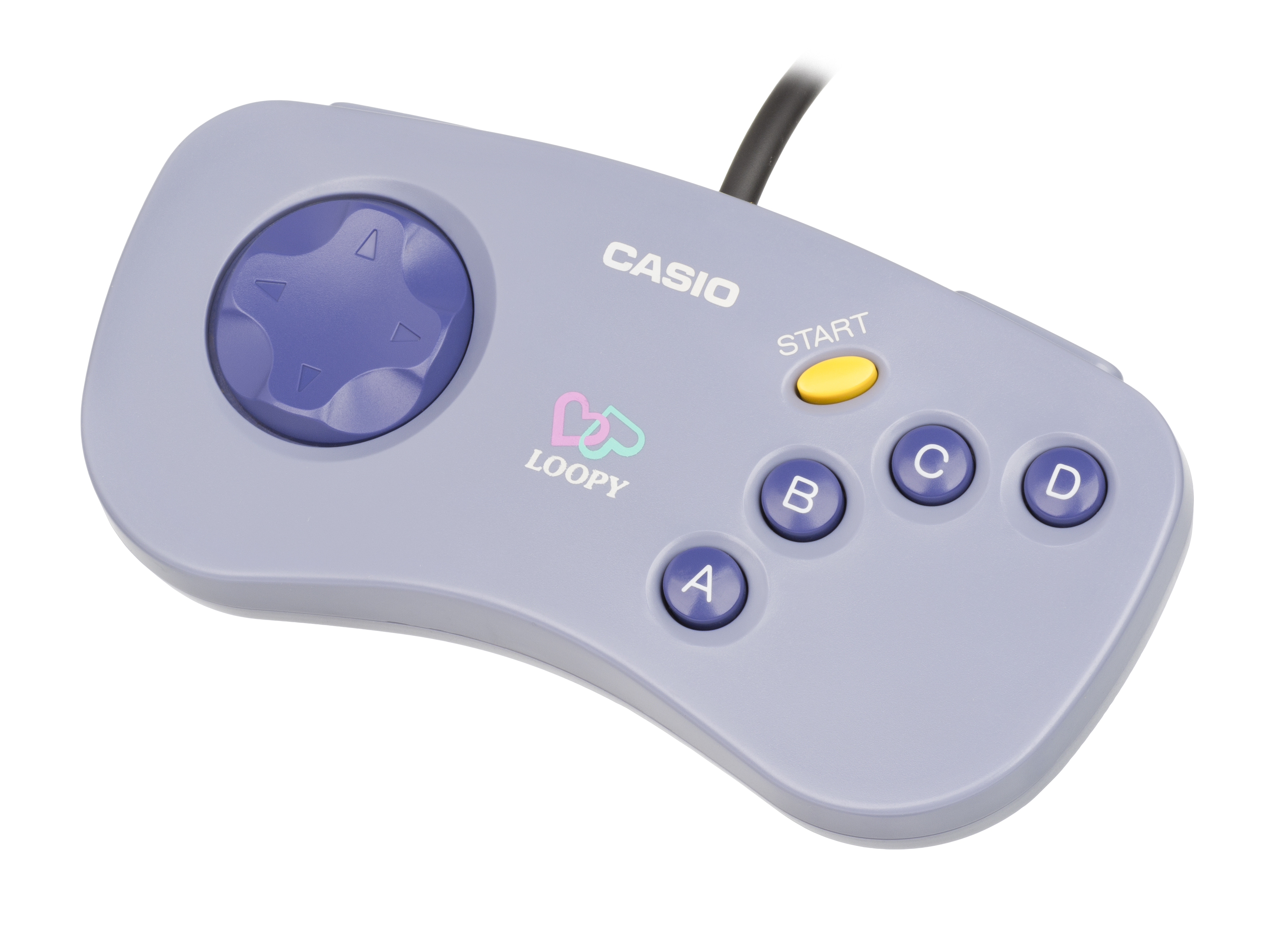
コントローラー
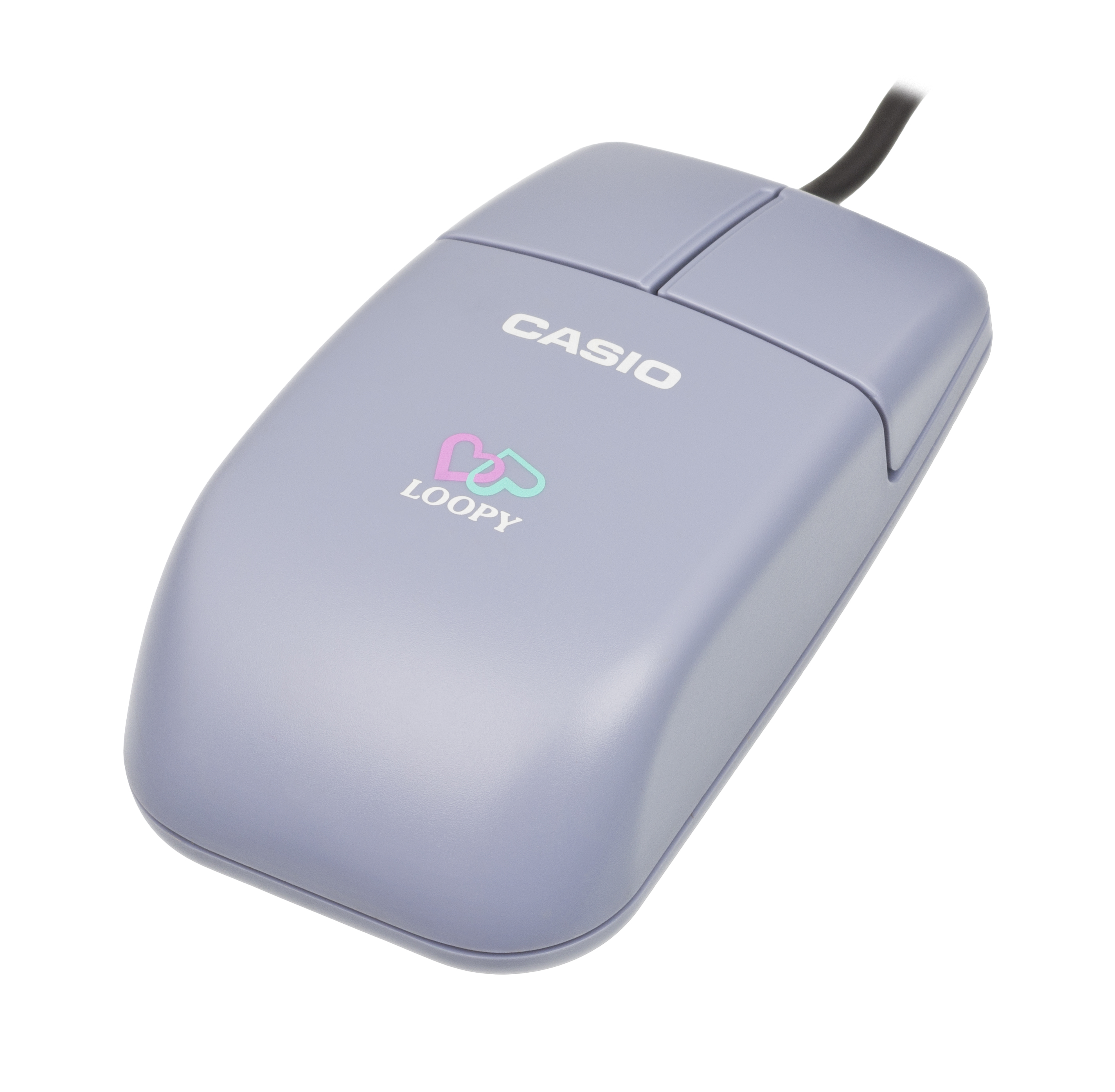
マウス

- コントローラー（XN-100）- 本体セットに1つ付属。当時の一般的なゲーム機と同様に表面には方向キーとSTART・A・B・C・Dの丸いボタン、側面上部にはトリガー状のL・Rボタンを備える。
- マウス（XN-110）- 別売または対応ソフトとのセット販売。ルーピー本体と同色の2ボタン型ボール式マウス。サイズは対象層に合わせやや小ぶり。使用可能ソフトには箱やカセットにルーピーマウス専用または対応の表記がある。
- シールカートリッジ - 別売または本体セットに試用品として付属。テープ状に連なったシールと熱転写方式のインクリボンを内蔵。以下の3種類が発売された。税抜各1,980円。
  - 標準サイズ（XS-11）- 縦3cm×横4cmのシールを作成するためのカートリッジ。
  - ミニサイズ （XS-14）- 標準サイズのシールをさらに4分割した小さなシールを作成するためのカートリッジ。
  - ビデオタイトルサイズ （XS-31）- ビデオテープのタイトルラベルを作成するためのカートリッジ。
- シーラー - 一部のソフトに同梱。楕円形の透明なプラスチック板に粘着力の弱い両面テープを付けた器具。分割印刷したシールを並べて貼る際に使用する。
- ACアダプター（AD-2410J）- 本体セットに1つ付属。コンセントからルーピー本体へ電源を供給する機器。